# Киякты (Мангистауский район)
Киякты (каз. Қияқты) — село в Мангистауском районе Мангистауской области Казахстана. Входит в состав Тущыкудыкского сельского округа. Находится примерно в 75 км к северо-северо-западу (NNW) от села Шетпе, административного центра района. Код КАТО — 474647200.

## Население
В 1999 году население села составляло 260 человек (139 мужчин и 121 женщина). По данным переписи 2009 года, в селе проживало 106 человек (59 мужчин и 47 женщин).